# Anna-Lena Schubert
Anna-Lena Schubert ist eine Psychologin. Sie ist Professorin für Analyse und Modellierung komplexer Daten am Psychologischen Institut der Johannes Gutenberg-Universität Mainz.

## Leben und Wirken
Anna-Lena Schubert zog anfangs ein Studium im Bereich Kreatives Schreiben und Kulturjournalismus in Betracht, entschied sich dann jedoch für ein Psychologie-Studium, das sie von 2007 bis 2012 an der Ruprecht-Karls-Universität Heidelberg absolvierte. Anschließend war sie dort von 2012 bis 2017 als wissenschaftliche Mitarbeiterin in der Abteilung Differentielle Psychologie und Diagnostik tätig. Parallel dazu arbeitete sie von 2012 bis 2015 als Methodenberaterin am Psychologischen Institut der Universität Heidelberg.
2016 promovierte sie an der Ruprecht-Karls-Universität Heidelberg mit einer Dissertation zum Thema „The relationship between mental speed and mental abilities“. Im selben Jahr absolvierte sie einen Forschungsaufenthalt im Cognition and Individual Differences Lab an der University of California, Irvine, wo sie als Gastwissenschaftlerin gemeinsam mit Joachim Vanderkerckhove und Michael D. Nunez neurokognitive psychometrische Modelle zur Erklärung individueller Unterschiede in der Verarbeitungsgeschwindigkeit entwickelte.
Von 2017 bis 2021 war sie als Akademische Rätin auf Zeit in der Abteilung Differentielle Psychologie und Diagnostik an der Universität Heidelberg tätig. Ab 2018 leitete sie dort die Nachwuchsgruppe "Neurokognitive Grundlagen der Intelligenz" am Psychologischen Institut.
Seit 2021 ist sie als Professorin für Analyse und Modellierung komplexer Daten am Psychologischen Institut der Universität Mainz tätig.
Neben ihrer Forschungstätigkeit engagiert sich Schubert in der Deutschen Gesellschaft für Psychologie (DGPs). Von 2020 bis 2022 war sie Vertreterin der Jungmitglieder im Vorstand der DGPs, seit September 2022 ist sie als Schriftführerin im Vorstand der Gesellschaft tätig (Amtszeit bis 2024).
Seit 2024 betreibt Anna-Lena Schubert den Podcast „Denkbar – Der Wissenschaftspodcast über Intelligenz“, in dem sie gemeinsam mit Co-Host Artur verschiedene Facetten der Intelligenz erkundet. Themen wie menschliche Intelligenz, Hochbegabung, kognitives Altern und künstliche Intelligenz stehen dabei im Mittelpunkt.
In ihrer Freizeit interessiert sich Schubert für Film, Theater, Musik und Kultur, zudem ist sie im Improvisationstheater und Erzählspielen aktiv.

## Arbeits- und Forschungsschwerpunkte
Schubert erforscht die neurokognitiven Grundlagen der Intelligenz und das schlussfolgernde Denken. Ein weiterer Schwerpunkt ihrer Arbeit liegt in der neurokognitiven Psychometrie sowie der mathematischen Modellierung kognitiver Prozesse, um kognitive Mechanismen und deren Messbarkeit besser zu verstehen. Darüber hinaus beschäftigt sie sich mit der Entwicklung, Anwendung und Evaluation statistischer und neurowissenschaftlicher Methoden, die der Beschreibung individueller Unterschiede in kognitiven Prozessen dienen.

## Mitgliedschaften
- Deutsche Gesellschaft für Psychologie (Fachgruppen Biologische Psychologie und Neuropsychologie; Differentielle Psychologie, Persönlichkeitspsychologie und psychologische Diagnostik; Methoden und Evaluation)
- Deutsche Gesellschaft für Psychophysiologie und ihre Anwendung (DGPA)
- European Society for Cognitive Psychology (ESCOP)
- Psychonomic Society
- Society for Mathematical Psychology

## Auszeichnungen
- 2015 Kongressteilnahmeförderung der Gesellschaft für Mathematische Psychologie
- 2015 DAAD-Kongressreiseförderung für die Teilnahme an der 48. Jahrestagung der Society for Mathematical Psychology (MathPsych), Newport Beach, USA
- 2016 Stipendium der G.A. Lienert-Stiftung zur Nachwuchsförderung in Biopsychologischer Methodik zur Durchführung eines viermonatigen Forschungsaufenthalts im Cognition and Individual Differences Lab an der University of California, Irvine, USA
- 2017 Posterpreis der Fachgruppe Biologische Psychologie und Neuropsychologie im Rahmen der 43. Konferenz Psychologie und Gehirn für "A model-based cognitive neuroscience account of the chronometry of human decision making"
- 2018 Kongressreisestipendium für die Teilnahme an der 19. Annual Conference of the Society for Intelligence Research (ISIR), Edinburgh, Schottland
- 2018 Best Paper-Award des Journal of Intelligence für "Cognitive Models in Intelligence Research: Advantages and Recommendations for their Application" (vergeben an Gidon T. Frischkorn)
- 2021 The Richard J. Haier Prize for Neuroscience Studies of Intelligence, International Society for Intelligence Research

## Publikationen (Auswahl)
- A.-L. Schubert et al.: Trait characteristics of midfrontal theta connectivity as a neurocognitive measure of cognitive control and its relation to general cognitive abilities, Journal of Experimental Psychology: General, 22. Mai 2025, DOI:10.1037/xge0001780.
- mit Christoph Löffler, Kathrin Sadus, Jan Göttmann, Johanna Hein, Pauline Schröer, Antonia Teuber und Dirk Hagemann: Working memory load affects intelligence test performance by reducing the strength of relational item bindings and impairing the filtering of irrelevant information. In: Cognition. Band 236, 2023, Artikel 105438.
- mit Christoph Löffler und Dirk Hagemann: A Neurocognitive Psychometrics Account of Individual Differences in Attentional Control. In: Journal of Experimental Psychology: General. Band 151, Nr. 9, 2022, S. 2060–2082.
- mit Dirk Hagemann, Christoph Löffler, Jan Rummel und Stefan Arnau: A chronometric model of the relationship between frontal midline theta functional connectivity and human intelligence. In: Journal of Experimental Psychology: General. Band 150, Nr. 1, 2021, S. 1–22.
- mit Gidon T. Frischkorn: Neurocognitive psychometrics of intelligence: How measurement advancements unveiled the role of mental speed in intelligence differences. In: Current Directions in Psychological Science. Band 29, Nr. 2, 2020, S. 140–146.
- mit Michael D. Nunez, Dirk Hagemann und Joachim Vandekerckhove: Individual differences in cortical processing speed predict cognitive abilities: A model-based cognitive neuroscience account. In: Computational Brain & Behavior. Band 2, Nr. 2, 2019, S. 64–84
- mit Dirk Hagemann und Gidon T. Frischkorn: Is general intelligence little more than the speed of higher-order processing? In: Journal of Experimental Psychology: General. Band 146, Nr. 10, 2017, S. 1498–1512.
- mit Dirk Hagemann, Andreas Voss, Katharina Bergmann: Evaluating the model fit of diffusion models with the root mean square error of approximation. In: Journal of Mathematical Psychology. Band 77, 2017, S. 29–45.